# Bayerische Milchindustrie
Die Bayerische Milchindustrie eG (Abkürzung BMI) ist ein genossenschaftlich organisiertes Molkereiunternehmen mit Sitz in Landshut und Produktionsstätten in Bayern und Sachsen-Anhalt. Bis 2017 gab es ebenso einen Standort in Thüringen.

## Geschichte und Mitglieder
Die Genossenschaft wurde 1952 als BAYERISCHE MILCHINDUSTRIE eGmbH gegründet. Zu den 30 Gesellschaftern zählen mehrheitlich Erzeugergenossenschaften wie die Milchwerke Mainfranken eG, die Milchversorgung Hof/Saale eG oder die Elsterland Milchliefergenossenschaft eG. Weitere Anteile werden von Molkereiunternehmen gehalten.
Im April 2022 verkaufte die Gesellschaft das Werk in Würzburg sowie die Marken Frankenland, Thüringer Land und Haydi an französische Lactalis-Gruppe.

## Standorte

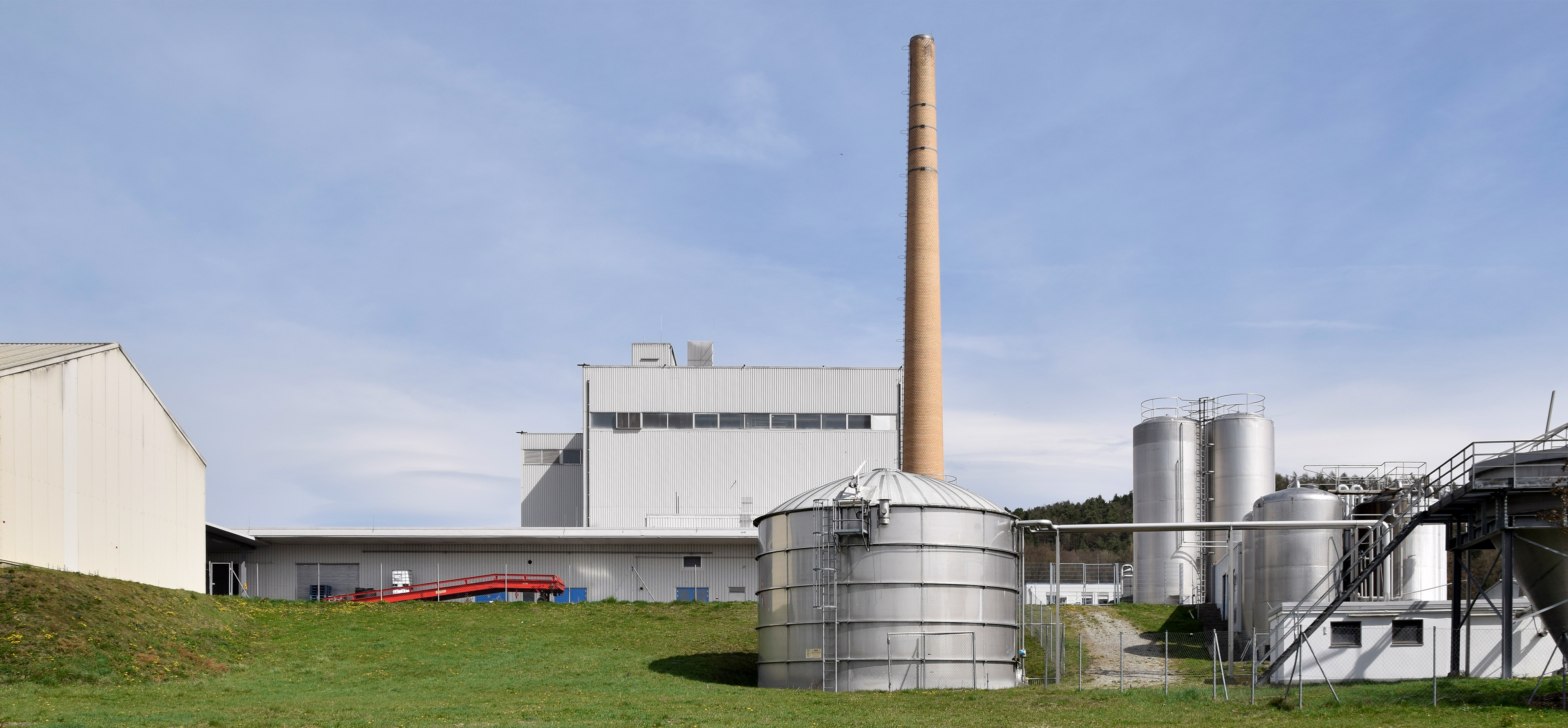
Das BMI-Milchwerk Winzer

Das Unternehmen produziert an folgenden Standorten:
- Jessen (Sachsen-Anhalt)
- Peiting (Bayern)
- Windsbach (Bayern)
- Winzer (Bayern)
- Zapfendorf (Bayern)

Das Werk in Ebermannstadt (Bayern) mit zuletzt 84 Beschäftigten musste aufgrund der angespannten Lage auf dem Milchmarkt in Verbindung mit den hohen Energiekosten 2023 geschlossen werden, nachdem schon 2017 der Betrieb in Obermaßfeld (Thüringen) und 2019 in Langenfeld (Bayern) eingestellt worden war. Die Betriebsstätte in Würzburg (Bayern) wurde 2022 an Lactalis verkauft.

## Produkte
Zu den Produkten des Unternehmens gehören Frischmilchprodukte und Käse für den Einzelhandel und Großverbraucher sowie Trockenprodukte (Ingredients) für die Lebensmittelindustrie wie Milch- und Molkenpulver.